# Meat Cove
Meat Cove (en écossais: Camus na Feòla) est un village canadien situé dans le comté d'Inverness, sur l'île du Cap-Breton en Nouvelle-Écosse. Le village compte 60 habitants.

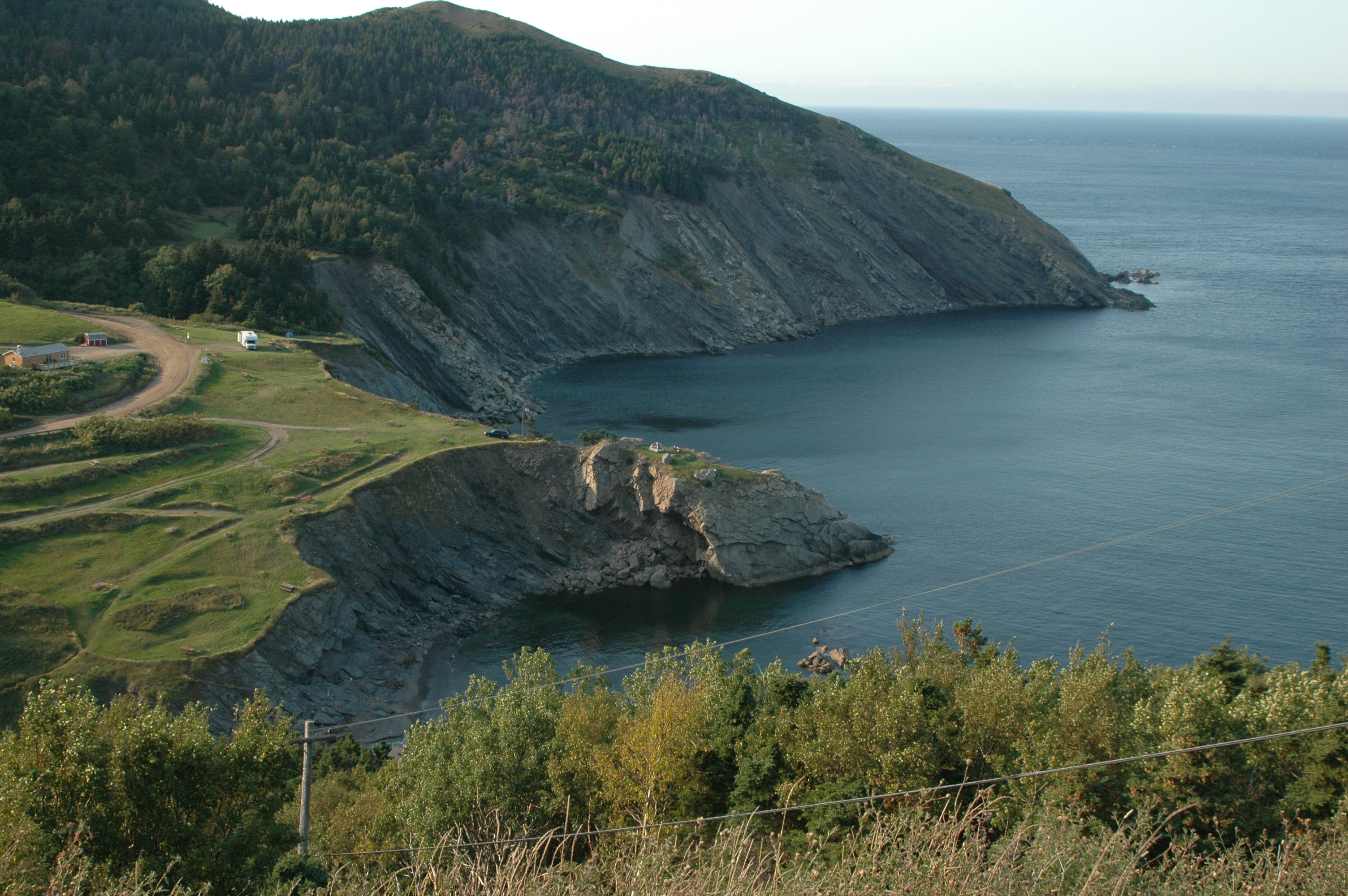
Vue de la route au-dessus de la communauté

## Géographie

### Situation
Meat Cove est situé à l'extrémité nord du comté, au bord du golfe du Saint-Laurent.